# Neopontius dilatatus
Neopontius dilatatus is een eenoogkreeftjessoort uit de familie van de Artotrogidae. De wetenschappelijke naam van de soort werd in 1916 voor het eerst geldig gepubliceerd door Georg Ossian Sars.